# Toshio Suzuki (automobilista)
Toshio Suzuki (鈴木 利男, Suzuki Toshio, Saitama, 10 de março de 1955) é um ex-piloto de Fórmula 1 do Japão.
Apesar de possuir o mesmo sobrenome, Toshio não é irmão do também ex-piloto Aguri Suzuki.

## Carreira

### Fórmula 1
Considerado um dos principais nomes do automobilismo japonês (foi campeão de kart em 1976, 1975 e 1979, além de ter competido em outras categorias de menor porte), Toshio Suzuki disputou apenas dois Grandes Prêmios de Fórmula 1, ambos em 1993 e pela equipe Larrousse; já com idade muito alta para um novato (tinha 38 anos), estreou na etapa de seu país natal, no Circuito de Suzuka, no lugar do francês Philippe Alliot, terminando em décimo-segundo lugar.
No GP da Austrália, disputou seu segundo e último GP, onde chegou em décimo-quarto. Encerrou a temporada em trigésimo-primeiro lugar, sem pontos.
Toshio chegou a negociar sua participação no GP do Japão de 1994 pela equipe Lotus, mas acabou sendo preterido.

## Após a F-1
Em 1995, Toshio Suzuki, aos 40 anos de idade, sagrou-se campeão da Fórmula 3000 japonesa (atual Fórmula Nippon). 
Antes, havia disputado sete edições das 24 Horas de Le Mans - correu ainda outras quatro edições antes de parar de correr pela primeira vez. Suzuki faz parte do trio de pilotos a alcançar a melhor colocação histórica na prova com  um trio de pilotos inteiramente japoneses, nas 24 Horas de Le Mans de 1999 ao lado de Keiichi Tsuchiya e Ukyo Katayama.
Retornou às pistas em 2008, pilotando um Courage-Oreca LC70 preparado pela Universidade de Tokai, mas não obteve a classificação.